# Edward Portielje
Edward Portielje, né à Anvers le 8 février 1861 et mort dans la même ville le 18 décembre 1949, est un peintre belge.

## Biographie

### Famille
Edward (Eduardus Antonius) Portielje, né Dambruggestraat no 14 à Anvers le 8 février 1861, est le fils du peintre et marchand d'art Jan Frederik Portielje (1829-1908) et d'Eulalia Constantia Lemaire (1828-1903). Son frère aîné est le peintre Gerard Portielje. Edward Portielje épouse en 1888 Rosa Hermans (1864-1911), puis, en 1923, Jeanne Marie Cochet (1883).

### Formation
Edward Portielje reçoit ses premières leçons de son père. À l'âge de douze ans, et durant trois ans, il est élève à l'athénée royal d'Anvers, où il obtient des prix en écriture et en dessin, sa passion. De 1877 à 1881, il est étudiant à l'Académie royale des beaux-arts d'Anvers, où il bénéficie de l'enseignement de la classe de dessin dispensé Polydore Beaufaux, puis, en 1879, il est admis dans la classe de peinture de Charles Verlat qui le place sous sa protection. En 1881, il obtient le second prix d'excellence, puis il s'installe dans un atelier en mansarde avec deux autres peintres débutants. En 1882, son tableau Mercator est acheté pour la somme de 350 francs par Albert D'Huyvetter qui acquiert ensuite d'autres toiles en vue de les envoyer aux États-Unis,.

### Carrière
En 1881, Edward Portielje se fait connaître du public en exposant deux aquarelles au Salon de Bruxelles, puis un tableau intitulé Un Stradivarius au Salon d'Anvers de 1882. Admis à l'unanimité au Cercle artistique d'Anvers en 1883, il vend aisément ses toiles inspirées par son voyage en Hollande. Le peintre envoie ensuite ses œuvres à plusieurs salons triennaux belges. Il expose aussi aux salons de Mons, Liège, Namur, Verviers, Spa et Middelbourg. En 1887, il envoie Triste retour à l'Exposition des maîtres vivants de La Haye. Il conçoit, avec Edouard De Jans et Pierre Jacques Dierckx de grands panneaux décoratifs pour l'Exposition universelle de 1894 à Anvers.
Edward Portielje envoie Les Deux frères, à l'Exposition de Bordeaux de 1895 et Les Cerises au Salon des artistes français de 1899.
Lors de la Première Guerre mondiale, l'artiste quitte Anvers pour s'établir à Bruxelles, où il travaille jusqu'en 1919. Durant l'Entre-deux-guerres, le marchand d'art Guillaume Campo a un contrat d'exclusivité avec Edward Portielje qui vend aisément ses œuvres.
Le 18 décembre 1949 Edward Portielje meurt, à l'âge de 88 ans, à Anvers. Il est inhumé au cimetière du Schoonselhof.

## Œuvre

### Caractéristiques
Son champ pictural réaliste couvre les paysages, les marines, les scènes de genre et les natures mortes. Après un voyage aux Pays-Bas en 1882, il trouve sa voie et se spécialise dans la représentation de l'univers des pêcheurs de Zélande. Ses scènes sont empreintes d'humanité. Il s'exprime par la peinture, l'aquarelle, le pastel et le dessin,. 

### Expositions triennales belges
- Salon de Bruxelles de 1881 : deux aquarelles intitulées Un coin du vieil Anvers[8].
- Salon d'Anvers de 1882 : Un Stradivarius[4].
- Salon de Gand de 1883 (XXXIIe) : Le Retour[9].
- Salon d'Anvers de 1888 : Causerie, intérieur et Les Chercheuses de bois après la tempête[10].
- Salon d'Anvers de 1891 : Taquinerie[11].
- Exposition universelle de 1894 à Anvers : Les Deux frères et Veillée[12].
- Salon de Gand (XXXVIe) de 1895 : La Veillée''[13].
- Salon de Bruxelles de 1897 : Les Deux frères[14].
- Salon d'Anvers de 1898 : Les Cerises[15].
- Salon de Gand (XXXVIIe) de 1899 : Les Cerises[16].

### Collections muséales
- Musée royal des Beaux-Arts d'Anvers, Taquinerie (1891), huile sur toile, format 78,5 × 104 cm, inventaire no 1239[17].
- Musée d'Art d'Indianapolis : Maison de pêcheur, huile sur panneau, format 45,9 × 38,3 cm, inventaire no 02.26[18].
- Museum Helmond : Intérieur avec une fileuse auprès d'un berceau, huile sur bois, format 37,5 × 46 cm, inventaire no NK2136[19].

### Galerie

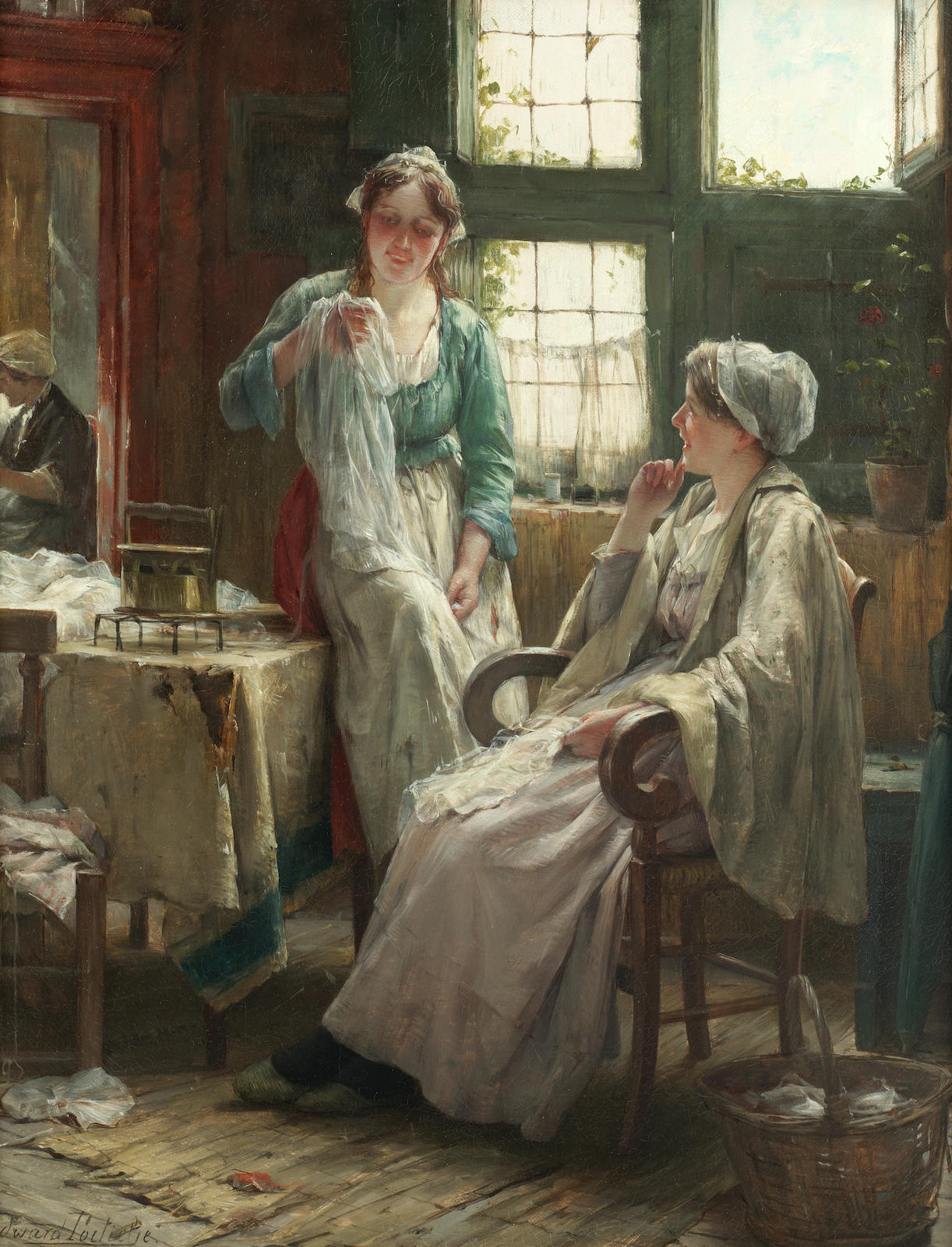
Les Dentellières.
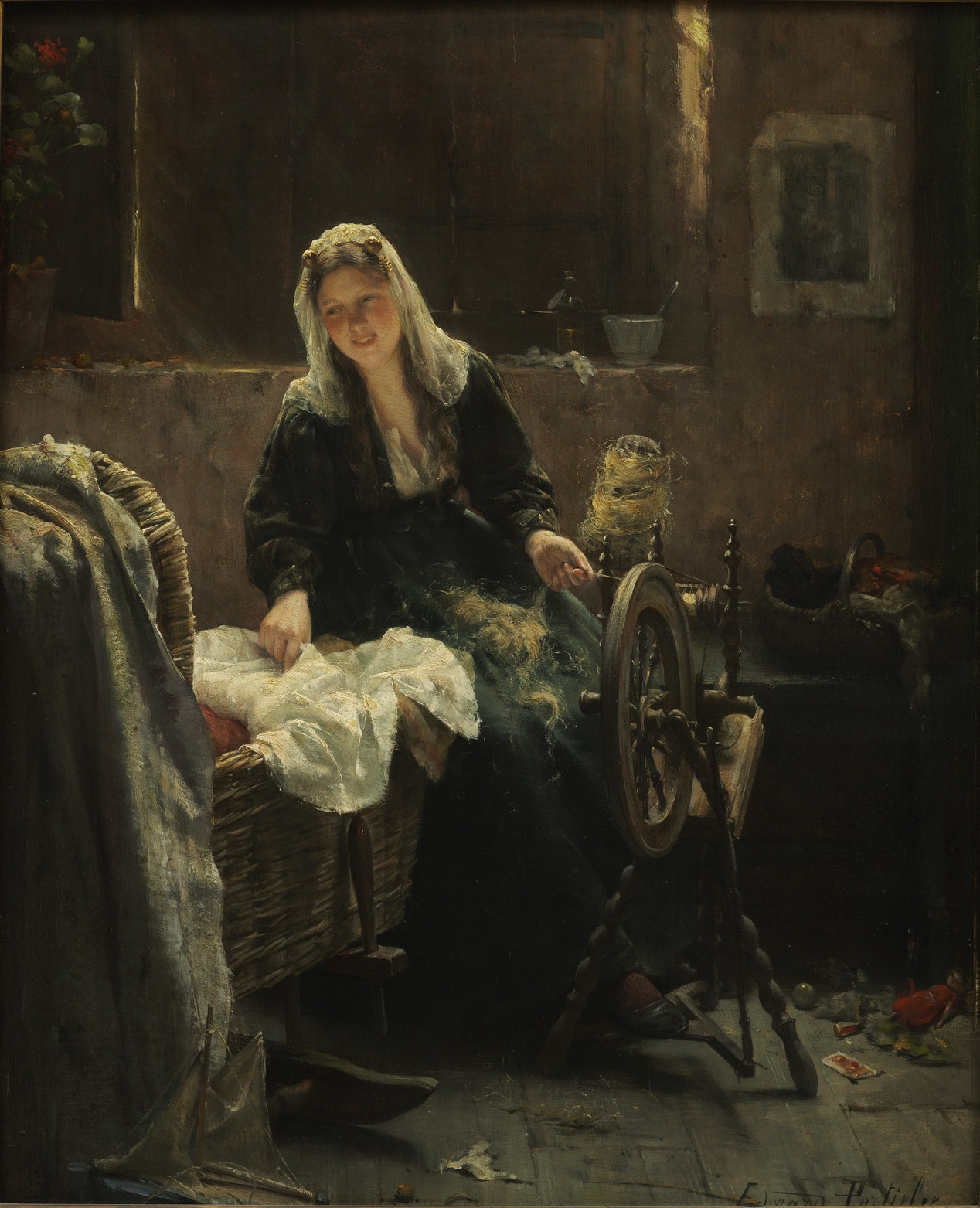
Intérieur avec une fileuse auprès d'un berceau, Helmond Museum.
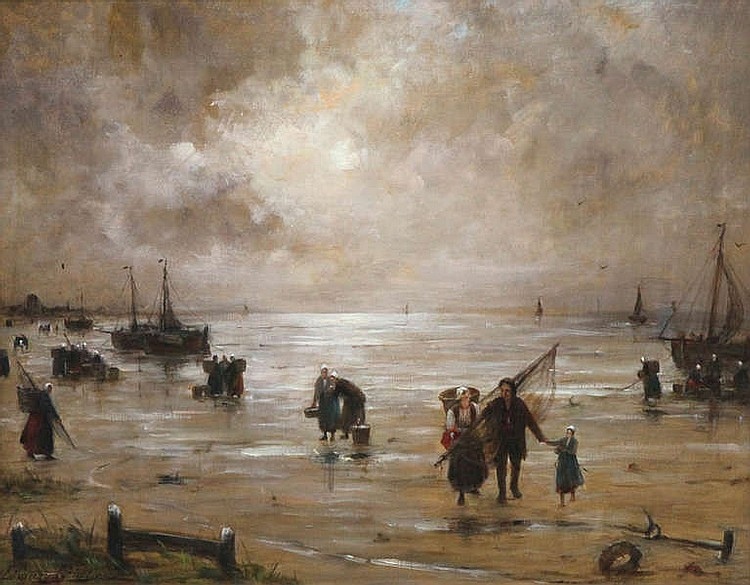
Vue côtière animée en Zélande.
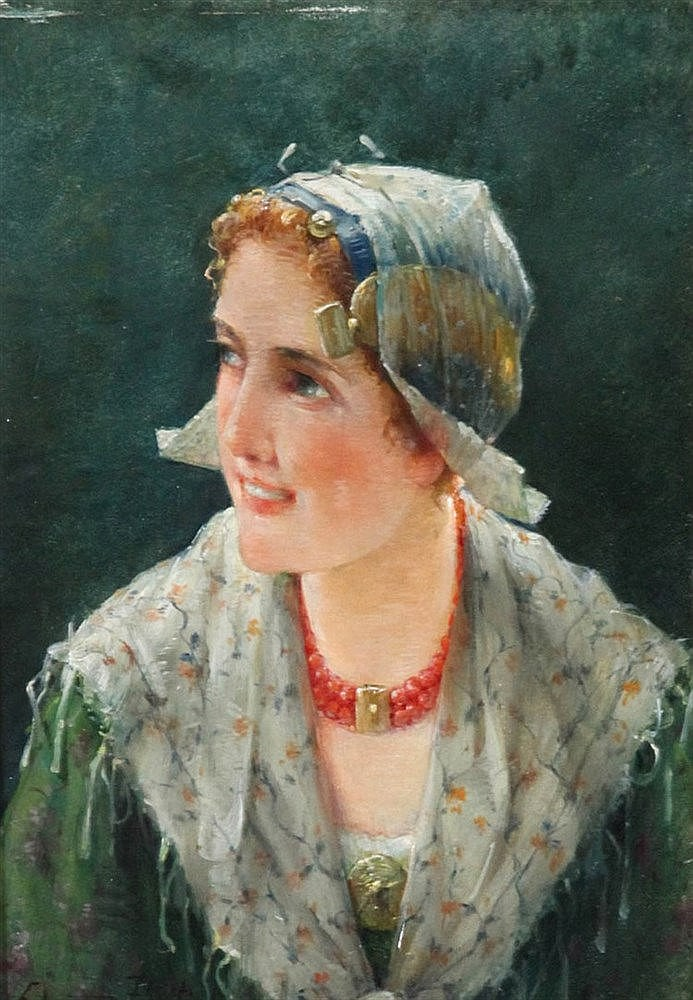
Portrait d'une Zélandaise.
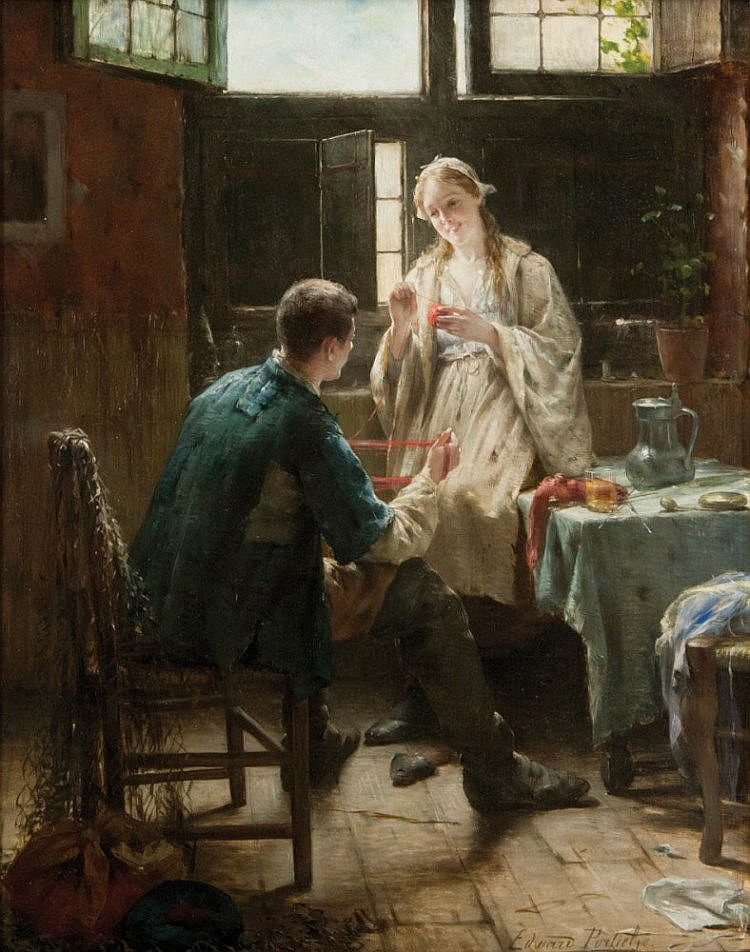
Intérieur de pêcheurs en Zélande avec un jeune couple au travail.